# خوان پابلو پریرا
خوان پابلو پریرا (انگلیسی: Juan Pablo Pereyra؛ زادهٔ ۳۰ مهٔ ۱۹۸۴) بازیکن فوتبال اهل آرژانتین است.
از باشگاه‌هایی که در آن بازی کرده‌است می‌توان به باشگاه فوتبال استودیانتس، باشگاه فوتبال اتلتیکو تیگره، و باشگاه فوتبال ناسیونال اروگوئه اشاره کرد.
وی همچنین در تیم ملی فوتبال آرژانتین بازی کرده‌است.